# رادميلو بافلوفيتش
رادميلو بافلوفيتش (بالصربية: Радмило Павловић)‏ هو لاعب كرة قدم صربي في مركز الدفاع، ولد في 29 أغسطس 1981 في كروشيفاتس في صربيا، وتوفي في 11 سبتمبر 2021. لعب مع نابريداك كروشيفاتس.

## وصلات خارجية
- رادميلو بافلوفيتش على موقع قاعدة بيانات كرة القدم.إي يو (الإنجليزية)
- رادميلو بافلوفيتش على موقع Soccerway.com (الإنجليزية)
- رادميلو بافلوفيتش على موقع عالم كرة القدم.نت (الإنجليزية)